# Thecla amethystina
Thecla amethystina är en fjärilsart som beskrevs av Hayward 1950. Thecla amethystina ingår i släktet Thecla och familjen juvelvingar. Inga underarter finns listade i Catalogue of Life.